# Gródek (obwód tarnopolski)
Gródek (ukr. Городок) – wieś (dawniej miasteczko) na Ukrainie, w  rejonie czortkowskim obwodu tarnopolskiego, w hromadzie Zaleszczyki nad Dniestrem. Liczy ponad 700 mieszkańców.

## Historia
W II Rzeczypospolitej Gródek należał do powiatu zaleszczyckiego (gmina Kasperowce) w województwie tarnopolskim. W 1921 roku liczył 923 mieszkańców.
Stacjonowała w miejscowości placówka Straży Celnej „Gródek”, a potem strażnica KOP „Gródek”.
Do 2020 roku część rejonu zaleszczyckiego, od 2020 – czortkowskiego.
Od 1 grudnia 2020 r. wieś należy do hromady Zaleszczyki.

## Zabytki
- Zamek w Gródku (obwód tarnopolski) (Szańce Panny Maryi[6][7]), wybudowany w XVII w.[8]
- jaskinia Kyrnyczky

## Ludzie związani ze Gródekom

### Urodzili się
- Wołodymyr Dobrianski (ur. 12 grudnia 1966 w Gródku) – ukraiński naukowiec, archeolog, historyk, speleolog, badacz zabytków, fortyfikacji i toponimii[9].
- Aleksander Dunin Borkowski (ur. 11 stycznia 1811 w Gródku, zm. 30 listopada 1896 we Lwowie) – ziemianin, powstaniec listopadowy, publicysta, poeta, tłumacz literatury indyjskiej, polityk demokratyczny, poseł na Sejm Ustawodawczy w Kromieryżu i na Sejm Krajowy Galicji.